# Stéphane Mifsud
Pour les articles homonymes, voir Mifsud.
 (août 2020).
Stéphane Mifsud est un apnéiste français né le 13 août 1971 à Istres (Bouches-du-Rhône) détenteur de l'actuel record du monde d'apnée statique.

## Enfance et formation
Stéphane Mifsud est né à Istres le 13 août 1971. La carrière militaire de son père conduit ensuite toute la famille à La Réunion. Il séjournera également à l’Île Maurice et à Madagascar.[réf. souhaitée]
En rentrant en métropole à l’âge de huit ans, il s’initie à plusieurs sports nautiques, dont la planche à voile, qu'il pratique à haut niveau dans des compétitions internationales en catégorie jeunes.[réf. souhaitée]
Il obtient ensuite[Quand ?] les diplômes d’État de fitness et de natation et les brevets d’État handisport et d’éducateur spécialisé.
Il pratique ensuite[Quand ?] la pêche sous-marine de plus en plus régulièrement et profondément. Durant plusieurs années, il perfectionne son apnée grâce aux agachons de plusieurs minutes qu'il effectue sur les épaves du Donator et du Sagona dans la baie de Hyères.[réf. souhaitée]
En 1999, il rencontre Pierre Frolla qui lui propose de pratiquer l’apnée sportive.[réf. souhaitée]

## Carrière d'apnéiste

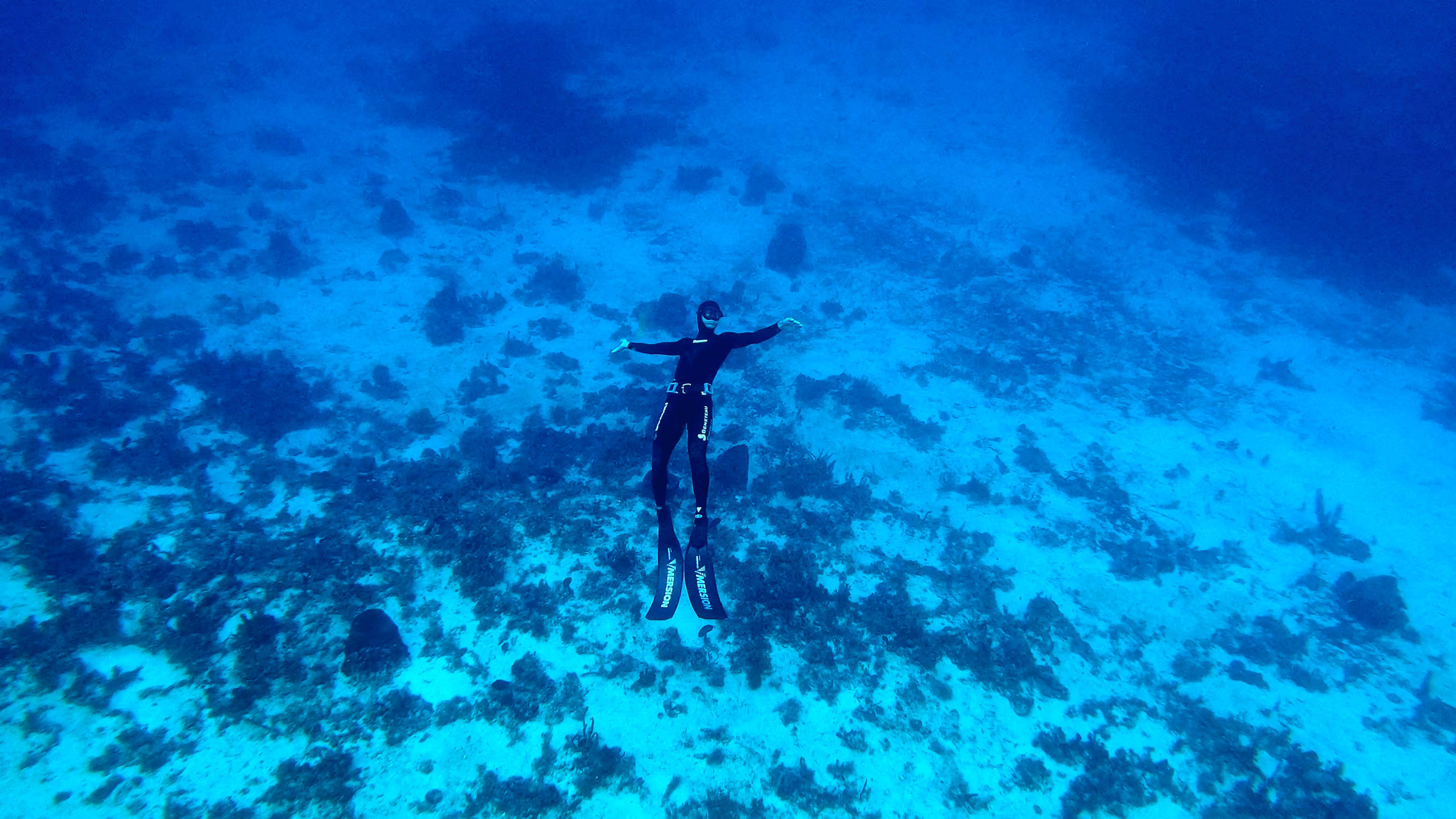
Stéphane Mifsud en apnée

À partir de 1999, il participe à de premières compétitions et obtient plusieurs victoires avec un premier titre de champion du monde à Chypre en 2003[réf. souhaitée].
Il bat par la suite 8 records du monde et devient 5 fois champion de France[réf. souhaitée].
Stéphane Mifsud est le premier homme à passer la barrière des 10 minutes en apnée statique. Il bat son précédent record du monde avec 10 min 04 s en 2007. Battu six mois après avoir passé les 10 minutes par l'Allemand Tom Sietas (10 min 12 s), il réalise une performance de 11 min 35 s en juin 2009.
L'apnéiste prétend en 2015 disposer d'une capacité physiologique supérieure à la moyenne, comme des trompes d'Eustache qui ne le contraindraient pas à pratiquer la compensation des oreilles, une capacité pulmonaire supérieure à 11 litres, et une pulsation cardiaque pouvant atteindre moins de 20 pulsations par minute.

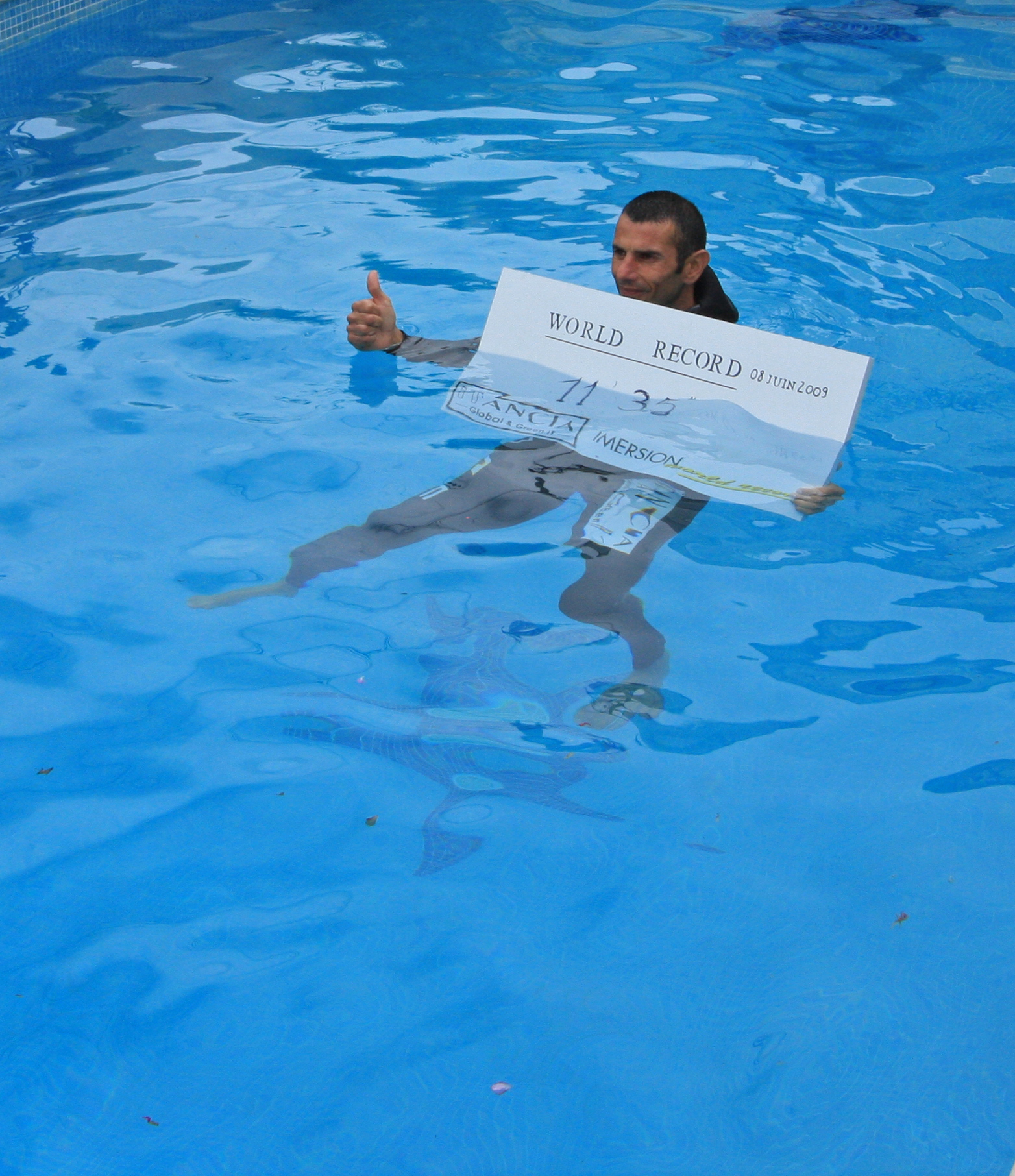
Stéphane Mifsud en juin 2009, après son record du monde d'apnée statique de 11 min 35 s

## Palmarès
- Champion du monde par équipe en mai 2003 à Chypre[réf. souhaitée]

### Apnée dynamique
- Record du monde d’apnée dynamique avec palmes (172 m) en mai 2001 (Hyères)[réf. souhaitée]
- Record du monde d’apnée dynamique (174 m) en mars 2002[réf. souhaitée]
- Champion du monde d'apnée dynamique (155 m) en Croatie[réf. souhaitée]
- Record du monde d’apnée dynamique (209 m) en janvier 2004 en Suisse[réf. souhaitée]
- Record du monde d’apnée dynamique (213 m) 11 mars 2006 en France[réf. souhaitée]
- Record d’apnée dynamique sans palme (131 m) en mars 2004 en France (Hyères)[réf. souhaitée]

### Apnée statique
- Record du monde d’apnée statique (8 min 24 s) en mars 2004 à Rouen[réf. souhaitée]
- Record du monde d’apnée statique (10 min 04 s) en mars 2007[réf. souhaitée][3]
- Record du monde d'apnée statique (11 min 35 s) le 8 juin 2009[4]

## Ses engagements
Stéphane Mifsud a créé « l’Odyssée Bleue » en 2015. À travers plusieurs collaborations avec le monde scientifique, sportif, pédagogique, médiatique et socio-économique, il propose des missions pour découvrir le milieu sous-marin et veiller à sa protection. La devise de l'Odyssée Bleue est "comprendre pour mieux protéger". Les missions correspondent à des voyages et stages avec le grand public ainsi que des expériences menées avec des scientifiques et experts du milieu subaquatique. Les missions ont lieu à bord du voilier de l'apnéiste, le 11-35 Explorer.

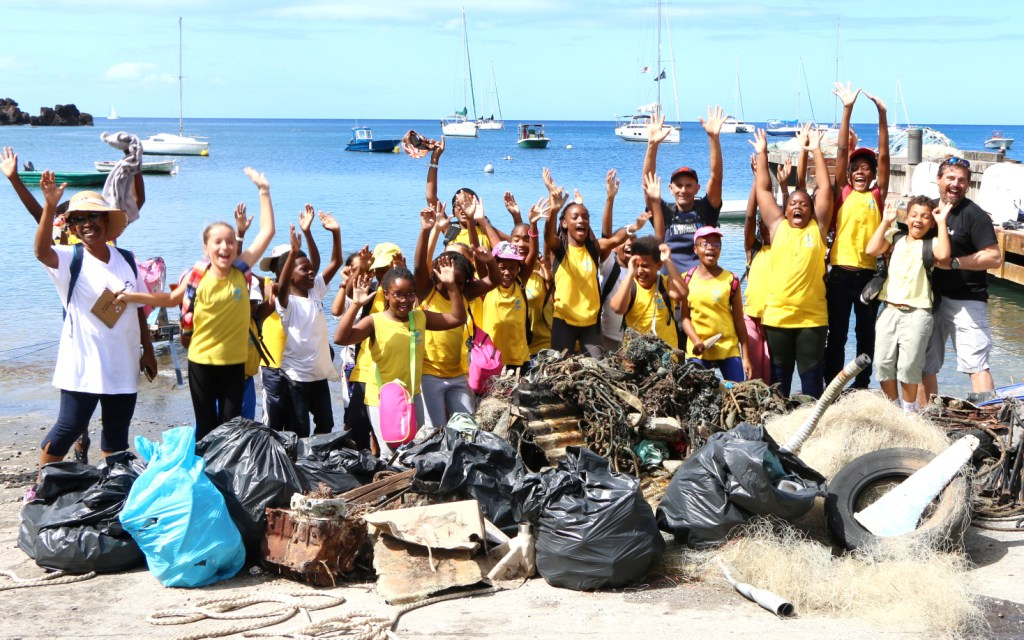
Photographie de groupe d'une journée de sensibilisation et de dépollution organisée par l'Odyssée Bleue entre janvier et avril 2019

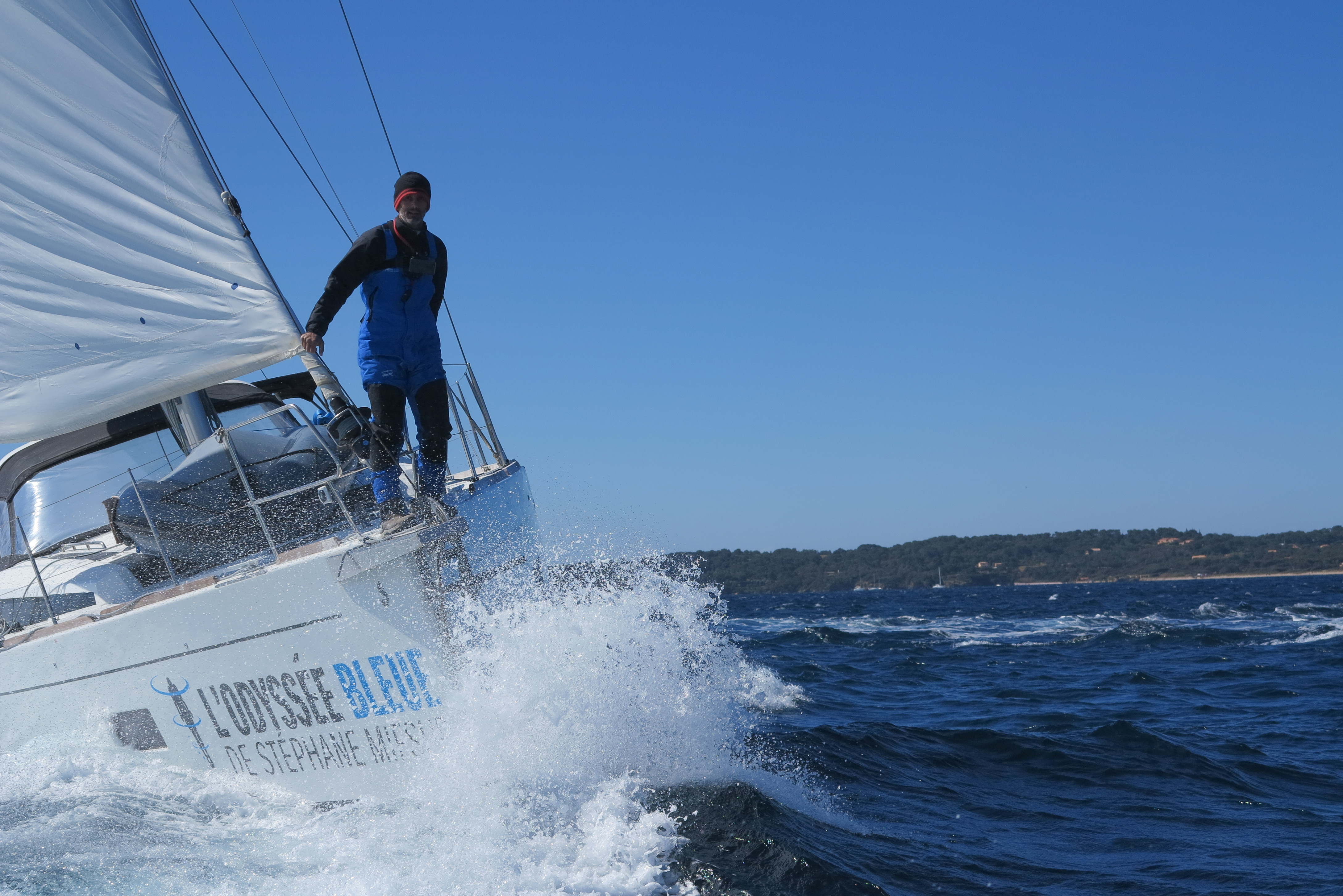
Stéphane Mifsud à l'arrivée de sa deuxième traversée de l'Atlantique et de la Méditerranée

Dans le cadre de la mission "Odyssée Bleue aux Antilles", il traverse la mer Méditerranée et l'océan Atlantique à bord de son voilier, en solitaire et sans escale. Il effectue une première traversée en janvier 2019 en rejoignant la Guadeloupe en 26 jours, et une deuxième en rejoignant Hyères en 25 jours.
Il a conseillé et entrainé Sofiane Zermani pour les scènes de plongée du film Sous emprise sorti en 2022.